# Mimosa rosei
Mimosa rosei är en ärtväxtart som beskrevs av Robinson. Mimosa rosei ingår i släktet mimosor, och familjen ärtväxter. Inga underarter finns listade i Catalogue of Life.